# Gladiolus stenosiphon
Gladiolus stenosiphon är en irisväxtart som beskrevs av Peter Goldblatt. Gladiolus stenosiphon ingår i släktet sabelliljor, och familjen irisväxter.
Artens utbredningsområde är Angola. Inga underarter finns listade i Catalogue of Life.